# Iglesia de la Virgen de la Posa
La Iglesia de la Virgen de la Posa es un santuario de la del municipio de Isona y Conca Dellá, perteneciente al antiguo término municipal de Isona. Está situado a poco más de dos kilómetros y medio en línea recta, en dirección este-noreste del centro de la villa de Isona, y a unos cuatro por el camino que permite el acceso. Este camino sale del punto kilométrico 3,3 de la carretera L-511 (Isona - Coll de Nargó), justo en el lugar donde está el desvío hacia el norte de la carretera local que conduce a Abella de la Conca. Casi frente al desvío de Isona se encuentra el arranque de una pista, señalizada, hacia el sur, que conduce en un kilómetro a l'Obac de la Posa, donde el santuario de la Virgen y, delante de él, un campo de huellas de rajas.
Centro religioso del antiguo municipio de Isona, no era tan sólo un santuario donde una vez al año se celebraba una romería, sino que era el escenario de muchas de las fiestas populares. Incluso marcaba la fecha de la antigua Fiesta Mayor de Isona, que se celebraba en el día de las Vírgenes encontradas, como es el caso de la Virgen de la Posa.
No se tienen demasiadas noticias, a lo largo de la historia:  el primer documento que lo menciona es del siglo XVII. Aunque se observa un ábside románico de siglo XI o primeros años del  XII, hecho con un aparato muy regular. El resto del edificio es de una edificación más tardía, rehecha en diversos momentos a lo largo de los tiempos. Sin embargo, en la base de los cimientos hay una lápida romana, probablemente procedente de Isona.
Una particularidad del último siglo es que este santuario fue, como todo el término de Isona, escenario de una larga y dura batalla de la  guerra civil, a lo largo de todo el 1938. Una muestra queda en la Virgen de la Posa: en la espadaña, y como campana, queda un fragmento de obús reciclado para el servicio de llamada al templo.

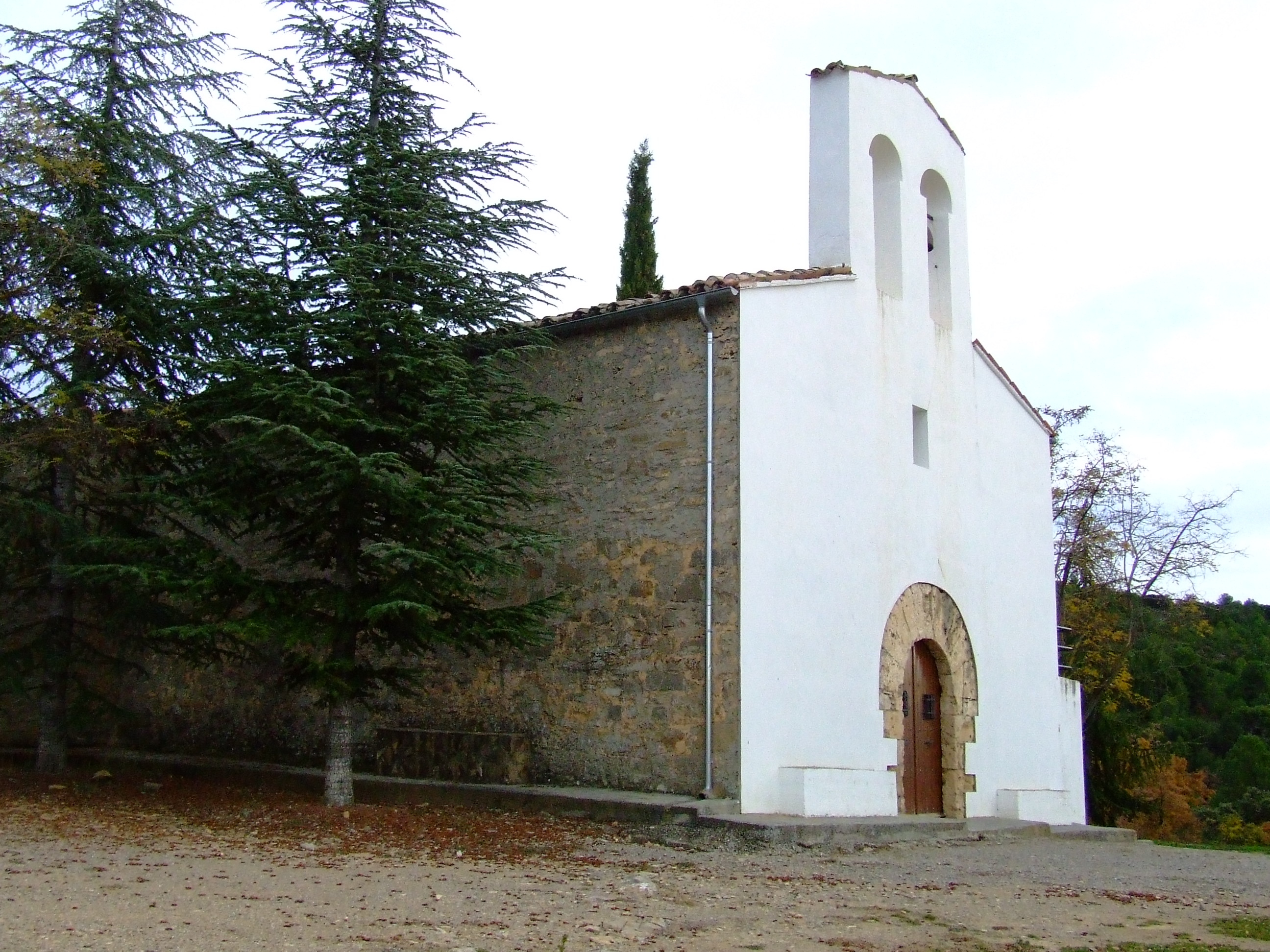
El santuario, por el lado norte.
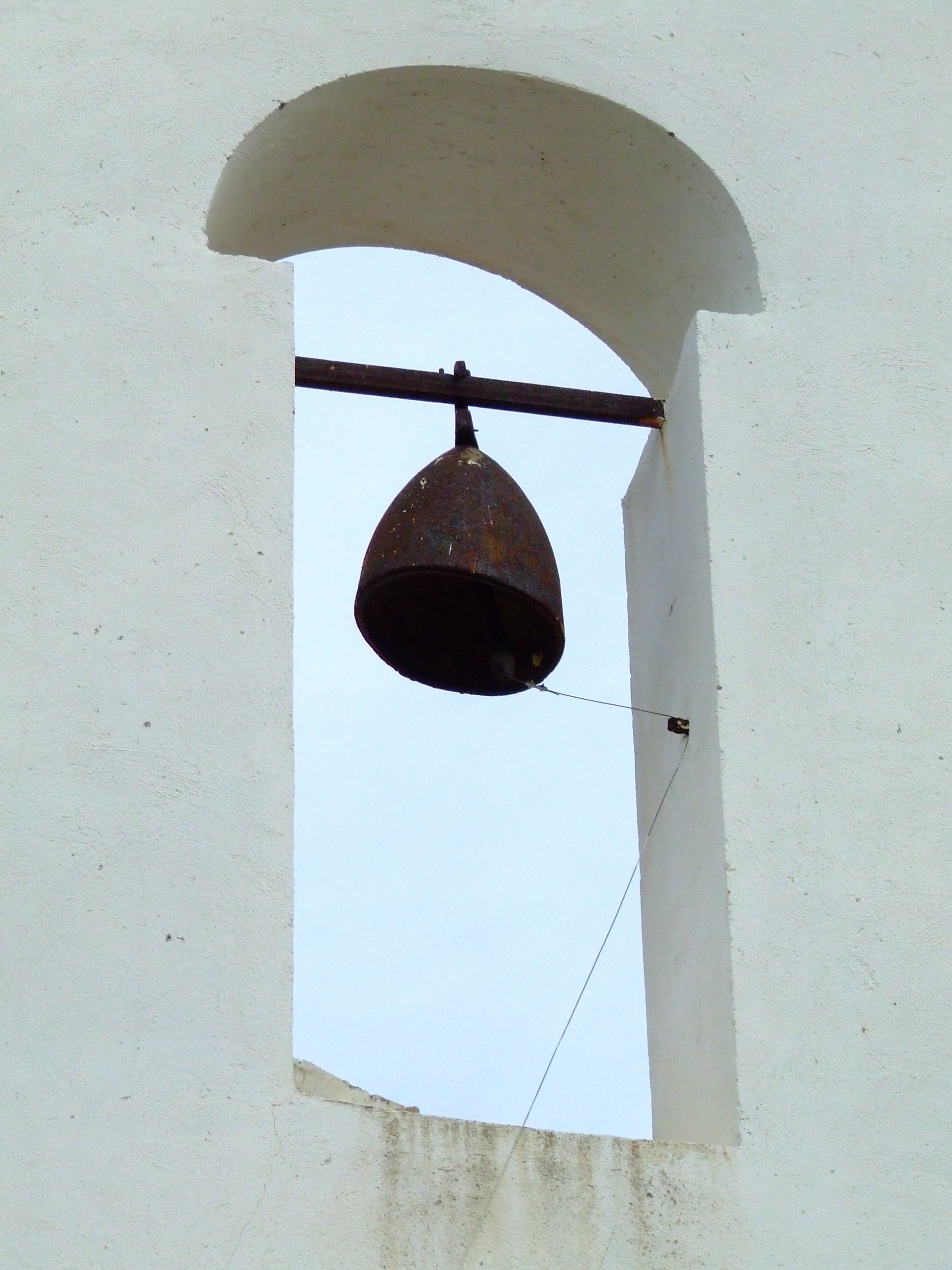
El obús en la espadaña, haciendo de campana.
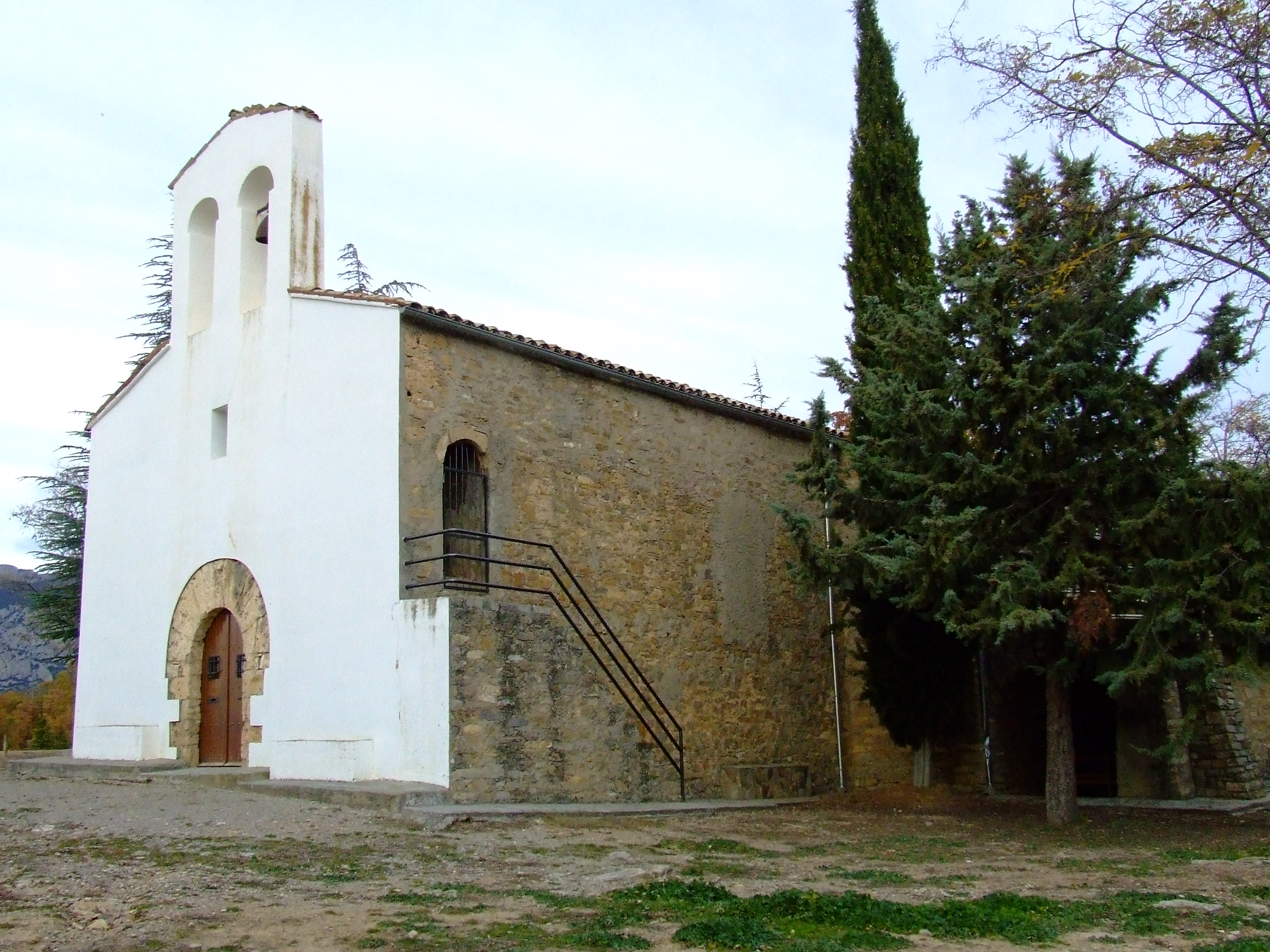
El santuario, por el lado sur.

## Parque Cretácico de la Posa
Cerca del santuario, en su lado de poniente y en un declive pronunciado que mira hacia el barranco de la Colomera y Cal Sialló hay varias huellas, en un lugar arreglado para la visita y gestionado por el Museo de la Conca Dellà, con sede en Isona. Se trata de una superficie bastante grande donde se pueden observar cientos de huellas de animales prehistóricos, posiblemente rajas.
|  |  |